# Rivignano
Rivignano (Rivignan in friulano) è la frazione capoluogo del comune italiano di Rivignano Teor, in provincia di Udine. Già comune autonomo con frazioni Ariis, Flambruzzo, Sella e Sivigliano, il 1º gennaio 2014 è confluito nel nuovo ente assieme al comune di Teor.

## Storia

### Simboli
Lo stemma e il gonfalone di Rivignano erano stati concessi con decreto del presidente della Repubblica del 14 marzo 1962.
Lo stemma si blasonava:
Il gonfalone era un drappo partito di rosso e di bianco.

## Società

### Evoluzione demografica
Abitanti censiti

## Cultura

### Eventi
- Fiera dei Santi, 31 ottobre-2 novembre, antica fiera con numerosissimi spettacoli e iniziative culturali
- Guarda che Stella, 10 agosto-15 agosto, rassegna di cultura, turismo, artigianato, eno-gastronomia del territorio del fiume Stella. Si svolge nella piazza principale di Rivignano (Tarabane)
- "Orditi e Trame" omaggio alla creatività di Ottavio Missoni, idea di Giorgio Valentinuzzi per I contemporanei ac, dal 1998 al 2003
- Maravee, giugno-agosto, rassegna d'arte, teatro, danza che si svolge dal 2002 ad Ariis presso la Villa Ottelio-Savorgnan
- BandeinPiazza, rassegna di concerti di bande musicali organizzata nel mese di giugno dalla locale Banda Musicale Primavera

## Economia

### Artigianato
Per quanto riguarda l'artigianato, Rivignano è rinomata per la lavorazione del cuoio e delle pelli, oltreché per la produzione di ceramiche e di terrecotte.

## Amministrazione

Posizione dell'ex comune di Rivignano nella provincia di Udine

- Posizione dell'ex comune di Rivignano nella provincia di UdineSindaci dal 1890 al 2014

| Periodo | Periodo | Primo cittadino        | Partito                    | Carica  | Note |
| ------- | ------- | ---------------------- | -------------------------- | ------- | ---- |
| 2009    | 2014    | Mario Anzil            | Liste Civiche - Lega Nord  | Sindaco |      |
| 2004    | 2009    | Paolo Battistutta      | Liste Civiche              | Sindaco |      |
| 1999    | 2004    | Paolo Battistutta      | Liste Civiche              | Sindaco |      |
| 1995    | 1999    | Franco Bertolissi      | Liste Civiche              | Sindaco |      |
| 1990    | 1995    | Gianfranco Mainardis   | DC - PSI                   | Sindaco |      |
| 1985    | 1990    | Gianfranco Mainardis   | DC                         | Sindaco |      |
| 1980    | 1985    | Giovanni Faleschini    | DC                         | Sindaco |      |
| 1975    | 1980    | Angelo Beccia          | Liste Civiche              | Sindaco |      |
| 1974    | 1975    | Enzo Collavini         | DC                         | Sindaco |      |
| 1970    | 1974    | Franco Bertolissi      | DC                         | Sindaco |      |
| 1967    | 1970    | Viola William          | Liste Civiche              | Sindaco |      |
| 1964    | 1967    | Ermes Comuzzi          | Liste Civiche              | Sindaco |      |
| 1960    | 1964    | Franco Bertolissi      | DC                         | Sindaco |      |
| 1956    | 1960    | Franco Bertolissi      | DC                         | Sindaco |      |
| 1951    | 1956    | Franco Bertolissi      | DC                         | Sindaco |      |
| 1949    | 1951    | Costantino D'Agostini  | DC                         | Sindaco |      |
| 1946    | 1949    | Giovanni D'Alvise      | Liste Civiche              | Sindaco |      |
| 1945    | 1946    | Galdino Zanutto        | C.n.L.                     | Sindaco |      |
| 1943    | 1945    | Neno Pertoldeo         | Partito Nazionale Fascista | Podestà |      |
| 1940    | 1943    | Giuseppe Collavini     | Partito Nazionale Fascista | Podestà |      |
| 1936    | 1940    | Giulio Solimbergo      | Partito Nazionale Fascista | Podestà |      |
| 1933    | 1936    | Alessandro Pertoldeo   | Partito Nazionale Fascista | Podestà |      |
| 1927    | 1933    | Romano Malattia        | Partito Nazionale Fascista | Podestà |      |
| 1924    | 1927    | Antonio C.te Ottelio   | Partito Nazionale Fascista | Podestà |      |
| 1920    | 1924    | Raffaele Romanelli     | Liberali                   | Sindaco |      |
| 1914    | 1920    | Giulio Solimbergo      | Liberali                   | Sindaco |      |
| 1912    | 1914    | Romano D'Agostini      | Liberali                   | Sindaco |      |
| 1906    | 1914    | Girolamo C.te Codroipo | Liberali                   | Sindaco |      |
| 1902    | 1906    | Giacomo Gori           | Liberali                   | Sindaco |      |
| 1895    | 1902    | Settimio C.te Ottelio  | Liberali                   | Sindaco |      |
| 1890    | 1895    | Giacomo Gori           | Liberali                   | Sindaco |      |

### Gemellaggi
- Pörtschach am Wörther See

## Sport

### Calcio
La principale squadra di calcio della città è l'A.S.D. Rivignano che milita in Prima Categoria Friuli-Venezia Giulia. È nata nel 1919.
Ha avuto un trascorso di tre anni consecutivi nei quali ha militato nella quarta serie Serie D.

## Galleria d'immagini

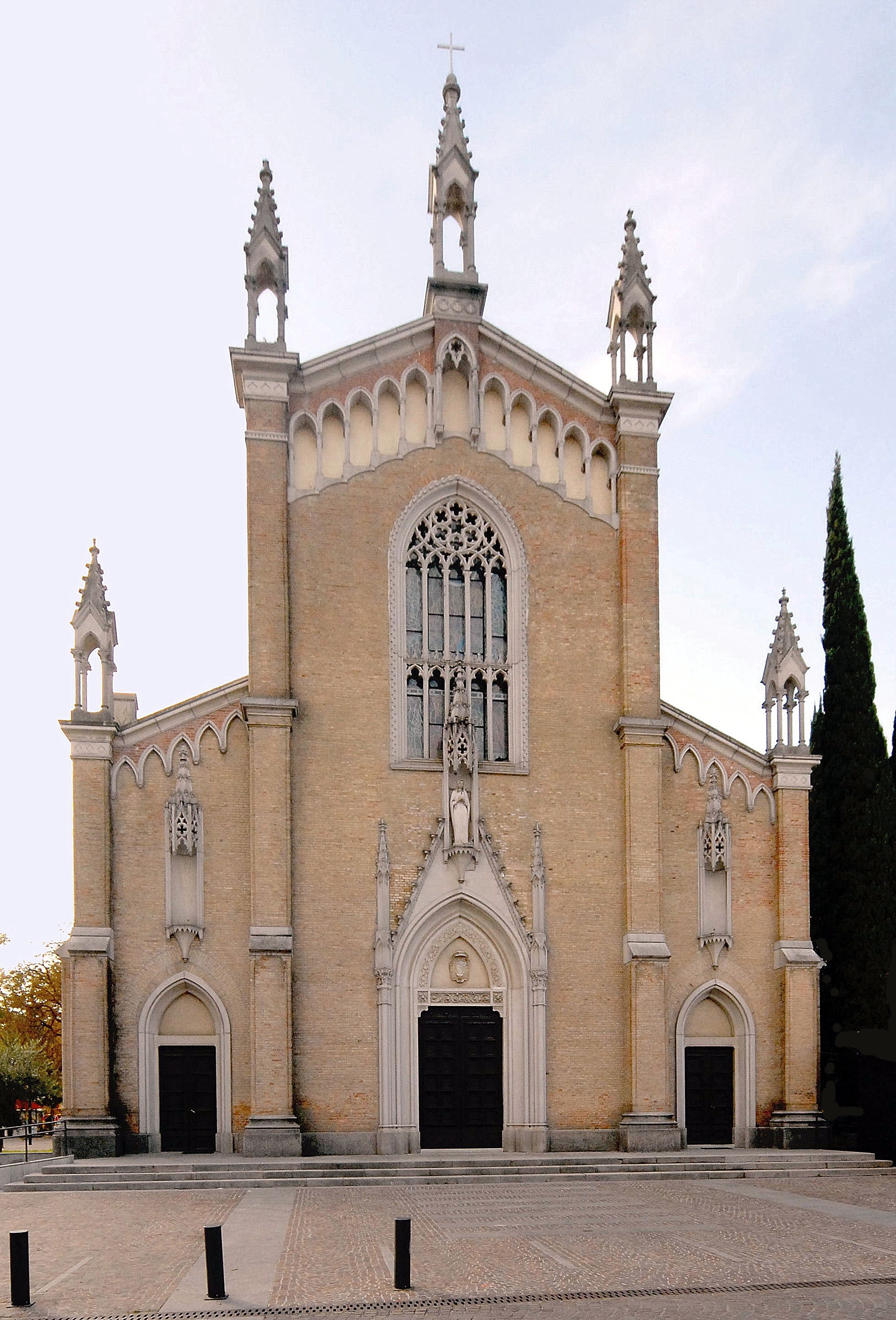
Chiesa parrocchiale
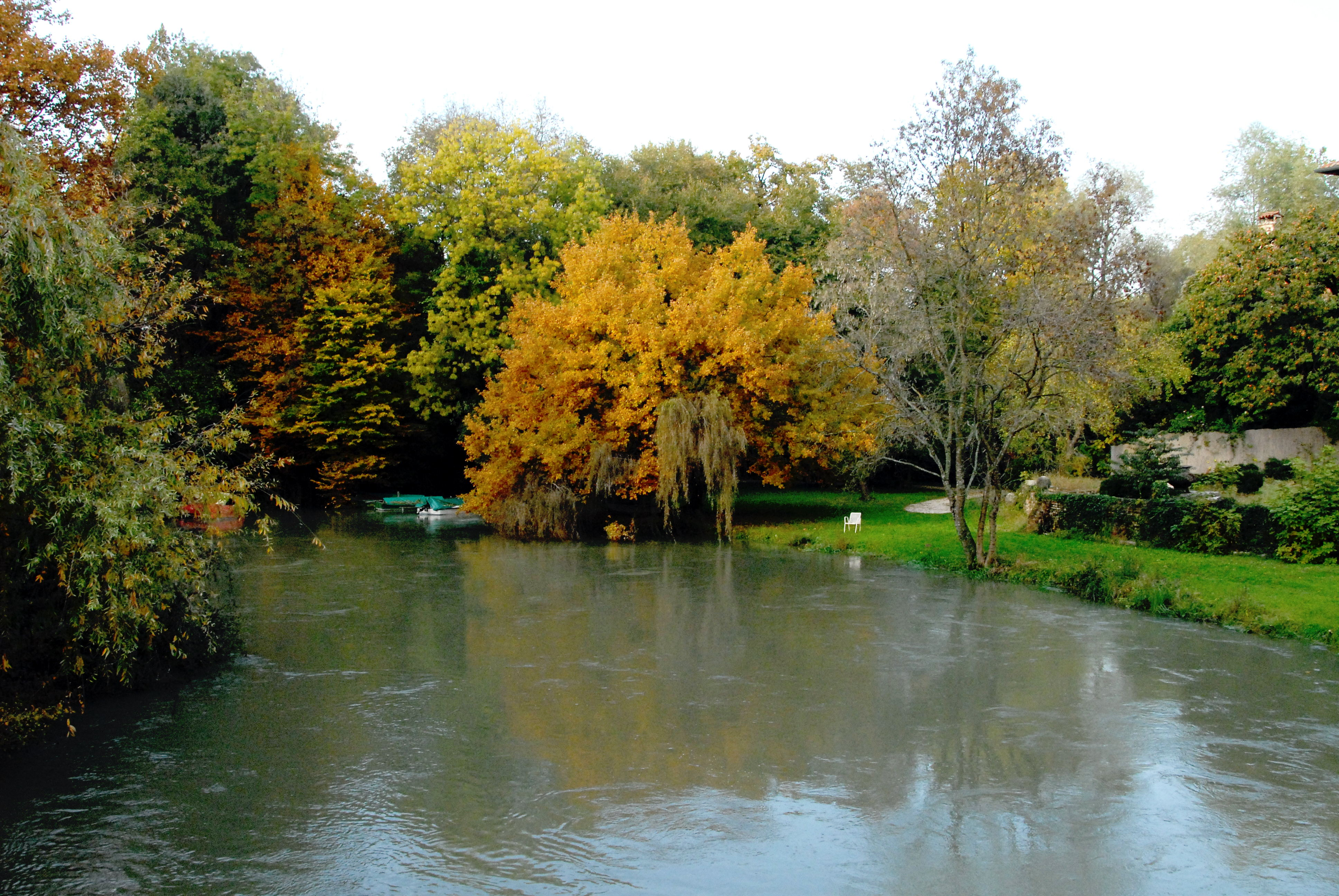
Fiume Stella presso Ariis
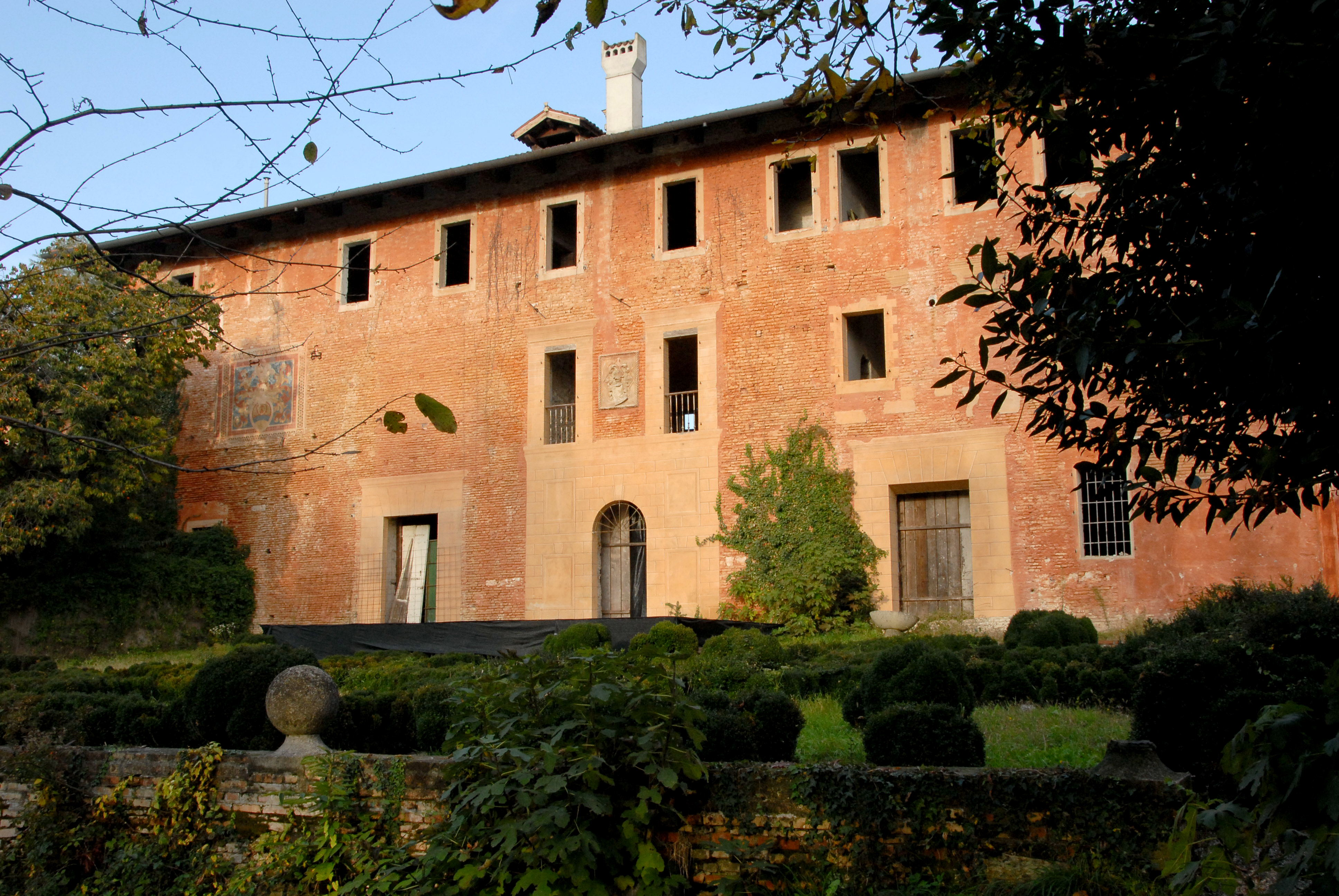
Villa Savorgnan - Ottelio ad Ariis